# マティアス・ニコラス・ロドリゲス
マティアス・ニコラス・ロドリゲス（スペイン語: Matías Nicolás Rodríguez、スペイン語発音: [maˈti.az nikoˈlaz roˈðɾiɣes]、1986年4月14日 - ）は、アルゼンチンの元サッカー選手。現役時代のポジションはDFまたはMF。

## クラブ歴
ボカ・ジュニアーズの下部組織出身。エクアドル・セリエAのバルセロナSCのトライアルに参加したものの不合格で、同リーグのSEアウカスに2006年半ばに加入。13試合3得点の結果を残し移籍金は100万ユーロ程度と見做されるまでに価値を上げた。2007年初めにボカ・ジュニアーズに戻るも脛骨と腓骨に大怪我を負い、1年半をほぼ棒に振った。
2008年にナシオナル・モンテビデオに加入し、選手生活を再開した。2010年1月にヘラルド・ペルッソ監督がウニベルシダ・デ・チレに移籍したが、彼は監督についていき、彼もウニベルシダ・デ・チレに加入した。コパ・スダメリカーナ2011を制した他、プリメーラ・ディビシオン・デ・チレを3回制するなど栄光ある日々を過ごしたが、これは後任のホルヘ・サンパオリ監督時代の功績で、彼がついていったヘラルド・ペルッソ監督は成績不振で2010年に解任されている。彼自身はCSDコロコロとのダービーマッチで得点した他、コパ・リベルタドーレス2010のアウェー・CRフラメンゴ戦ではアディショナルタイムに同点弾を決めた。
彼の活躍にヨーロッパからも視線が集まり、特に2012年1月にはSLベンフィカから熱い視線を浴びた。しかし2013年1月29日にセリエAのUCサンプドリアに420万米ドル(328万ユーロ)で移籍。4年半契約を締結した。2014年5月30日に2015年6月までの契約でカンピオナート・ブラジレイロ・セリエAのグレミオFBPAに期限付き移籍。
2015年7月19日にウニベルシダ・デ・チレに再加入した。
2021年3月8日にデフェンサ・イ・フスティシアに加入した。

## 代表歴
2012年にアレハンドロ・サベーラ監督から2014 FIFAワールドカップ・南米予選のエクアドル代表、チリ代表戦に挑むアルゼンチン代表メンバーに選出されたが、両試合とも出場機会がなかった。

## タイトル

### クラブ
ナシオナル・モンテビデオ
- プリメーラ・ディビシオン: 2008-09

ウニベルシダ・デ・チレ
- プリメーラ・ディビシオン: 2011アペルトゥーラ, 2011クラウスーラ, 2012アペルトゥーラ, 2016-17クラウスーラ
- コパ・スダメリカーナ: 2011
- コパ・チレ: 2015
- スーペルコパ・デ・チレ: 2015

デフェンサ・イ・フスティシア
- レコパ・スダメリカーナ: 2021

### 個人
- プリメーラ・ディビシオン・デ・チレ・ベストイレブン: 2011
- CONMEBOLベストイレブン: 2012